# Цаплин, Всеволод Васильевич
Все́волод Васи́льевич Ца́плин (7 декабря 1924, деревня Стрелка, Калязинский уезд, Тверская губерния — 8 октября 2003, Москва) — советский и российский историк-архивист, внёсший значительный вклад в развитие архивоведения и архивного дела в области теории и практики экспертизы ценности, комплектования, хранения, создания научно-справочного аппарата и использования архивных документов в пределах Государственного архивного фонда СССР. Участник ВОВ, медали «За отвагу» и «За победу над Германией в Великой Отечественной войне 1941—1945 гг.» (1945), юбилейные воинские награды «Двадцать лет Победы в Великой Отечественной войне 1941—1945 гг.» (1965), «Тридцать лет Победы в Великой Отечественной войне 1941—1945 гг.» (1975), «Орден Отечественной войны II степени» (1985). Заслуженный работник культуры РСФСР (1980), орден «Дружбы народов» (1981).

## Биография

### Детство и юность
Родился 7 декабря 1924 в деревне Стрелка Калязинского уезда Тверской губернии в крестьянской семье Василия Ивановича Цаплина и Анастасии Петровны Цаплиной — в девичестве Мараковской (1902—1994). По материнской линии Всеволода Цаплина, его дед, Пётр Михайлович Мараковский также происходил родом из крестьян деревни Курышино Угличиского уезда Ярославской губернии. В середине 1890-х годов Пётр Мараковский со своей супругой Евлампией Павловной переехали жить в Санкт-Петербург.Там же дед Цаплина, несмотря на его многовековые крестьянские корни, решил заняться предпринимательской деятельностью. Он стал совладельцем ресторана, расположенного в самой престижной части города — на Невском проспекте. Пётр Мараковский успешно вёл бизнес со своими компаньонами.
Тяга к знаниям у будущего учёного проявилась ещё в раннем детстве, благодаря хорошей семейной библиотеке — роскошно иллюстрированных изданий русских классиков: А. С. Пушкина, Н. В. Гоголя, А. П. Чехова и др. Книги были привезены матерью Цаплина, Анастасией Петровной, из Ленинграда и библиотека постоянно пополнялась.

### Смерть
Умер 8 октября 2003 года. Похоронен на Центральном кладбище города Раменское (сектор 1).

## Публикации
Автор свыше 120 опубликованных научных и научно-популярных статей, нормативных, методических и учебных пособий (часть из них подготовлена в соавторстве). Их можно подразделить на три группы: исследования в области теории и методики  архивоведения; истории и организации отечественного архивного дела; истории Россия и СССР. Основные публикации: 

### Теория и методика архивоведения
- Цаплин В. В. К вопросу о делении документальных материалов по историческим эпохам // Вопросы архивоведения. 1960. № 6 (16). С. 23—31.
- Цаплин В. В. Новые требования к экспертизе ценности документальных материалов и комплектования ими государственных архивов // Вопросы архивоведения. 1961. № 4. С. 35—42. (в соавторстве А. В. Елпатьевским и Т. Г. Коленкиной)
- Цаплин В. В. Недробимость архивного фонда и некоторые вопросы фондирования // Вопросы архивоведения. 1964. № 4. С. 73—80 (в соавторстве Л. И. Солодовниковой)
- Цаплин В. В. Теоретические и практические вопросы экспертизы документов // Советские архивы. 1966. № 3. С. 14—22.
- Цаплин В. В. О возможном направлении развития системы НСА к документальным материалам государственных архивов // Советские архивы. 1972. № 5. С. 34—42.
- Цаплин В. В. Теоретические основы экспертизы // Труды ВНИИДАД. — М., 1974. — Т. IV. Ч. 1. Гл. 3. — С. 164—182. Ротапринт.
- Цаплин В. В. Организация экспертизы ценности документов и комплектования государственных архивов // Теория и практика экспертизы ценности документов и комплектования государственных архивов СССР. Труды ВНИИДАД
- Цаплин В. В. за обновление архивоведения в условиях суверенитета республик / В. В. Цаплин // Отечественные архивы. — 1992. — № 1. — С. 29—34.